# Santa Tell Me
"Santa Tell Me" is een nummer van de Amerikaanse zangeres Ariana Grande. Het nummer kwam uit op 24 november 2014.

## Achtergrond
Grande bracht haar eerste kerst-ep op 17 december 2013 uit. De ep bevat vier nummers, inclusief covers en klassiekers. Zo is "Last Christmas" van het Engelse duo Wham! te horen en "Santa Baby" van Eartha Kitt. Naast de twee covers zijn er ook nog twee nummers te horen die zelf door Grande zijn geschreven. Grande noemde "Santa Tell Me" haar favoriete nummer tot nu toe.
In de Nederlandse Top 40 stond het nummer vijf weken in de hitlijst en piekte het op de 28e plaats.

## Hitnoteringen

### Nederlandse Top 40
| Hitnotering: 20-12-2014 | Hitnotering: 20-12-2014 | Hitnotering: 20-12-2014 |
| Week:                   | 1                       |                         |
| ----------------------- | ----------------------- | ----------------------- |
| Positie:                | 28                      | uit                     |

### NederlandseSingle Top 100
| Hitnotering (week 1 t/m 6): 06-12-2014 t/m 10-01-2015 Hitnotering (week 7 t/m 10): 12-12-2015 t/m 02-01-2016 Hitnotering (week 11 t/m 13): 17-12-2016 t/m 31-12-2016 Hitnotering (week 14 t/m 17): 09-12-2017 t/m 30-12-2017 Hitnotering (week 18 t/m 22): 01-12-2018 t/m 29-12-2018 Hitnotering (week 23 t/m 27): 30-11-2019 t/m 28-12-2019 Hitnotering (week 28 t/m 34): 21-11-2020 t/m 02-01-2021 Hitnotering (week 35 t/m 40): 27-11-2021 t/m 01-01-2022 Hitnotering (week 41 t/m 46): 26-11-2022 t/m 31-12-2022 Hitnotering (week 47 t/m 53): 18-11-2023 t/m 30-12-2023 | Hitnotering (week 1 t/m 6): 06-12-2014 t/m 10-01-2015 Hitnotering (week 7 t/m 10): 12-12-2015 t/m 02-01-2016 Hitnotering (week 11 t/m 13): 17-12-2016 t/m 31-12-2016 Hitnotering (week 14 t/m 17): 09-12-2017 t/m 30-12-2017 Hitnotering (week 18 t/m 22): 01-12-2018 t/m 29-12-2018 Hitnotering (week 23 t/m 27): 30-11-2019 t/m 28-12-2019 Hitnotering (week 28 t/m 34): 21-11-2020 t/m 02-01-2021 Hitnotering (week 35 t/m 40): 27-11-2021 t/m 01-01-2022 Hitnotering (week 41 t/m 46): 26-11-2022 t/m 31-12-2022 Hitnotering (week 47 t/m 53): 18-11-2023 t/m 30-12-2023 | Hitnotering (week 1 t/m 6): 06-12-2014 t/m 10-01-2015 Hitnotering (week 7 t/m 10): 12-12-2015 t/m 02-01-2016 Hitnotering (week 11 t/m 13): 17-12-2016 t/m 31-12-2016 Hitnotering (week 14 t/m 17): 09-12-2017 t/m 30-12-2017 Hitnotering (week 18 t/m 22): 01-12-2018 t/m 29-12-2018 Hitnotering (week 23 t/m 27): 30-11-2019 t/m 28-12-2019 Hitnotering (week 28 t/m 34): 21-11-2020 t/m 02-01-2021 Hitnotering (week 35 t/m 40): 27-11-2021 t/m 01-01-2022 Hitnotering (week 41 t/m 46): 26-11-2022 t/m 31-12-2022 Hitnotering (week 47 t/m 53): 18-11-2023 t/m 30-12-2023 | Hitnotering (week 1 t/m 6): 06-12-2014 t/m 10-01-2015 Hitnotering (week 7 t/m 10): 12-12-2015 t/m 02-01-2016 Hitnotering (week 11 t/m 13): 17-12-2016 t/m 31-12-2016 Hitnotering (week 14 t/m 17): 09-12-2017 t/m 30-12-2017 Hitnotering (week 18 t/m 22): 01-12-2018 t/m 29-12-2018 Hitnotering (week 23 t/m 27): 30-11-2019 t/m 28-12-2019 Hitnotering (week 28 t/m 34): 21-11-2020 t/m 02-01-2021 Hitnotering (week 35 t/m 40): 27-11-2021 t/m 01-01-2022 Hitnotering (week 41 t/m 46): 26-11-2022 t/m 31-12-2022 Hitnotering (week 47 t/m 53): 18-11-2023 t/m 30-12-2023 | Hitnotering (week 1 t/m 6): 06-12-2014 t/m 10-01-2015 Hitnotering (week 7 t/m 10): 12-12-2015 t/m 02-01-2016 Hitnotering (week 11 t/m 13): 17-12-2016 t/m 31-12-2016 Hitnotering (week 14 t/m 17): 09-12-2017 t/m 30-12-2017 Hitnotering (week 18 t/m 22): 01-12-2018 t/m 29-12-2018 Hitnotering (week 23 t/m 27): 30-11-2019 t/m 28-12-2019 Hitnotering (week 28 t/m 34): 21-11-2020 t/m 02-01-2021 Hitnotering (week 35 t/m 40): 27-11-2021 t/m 01-01-2022 Hitnotering (week 41 t/m 46): 26-11-2022 t/m 31-12-2022 Hitnotering (week 47 t/m 53): 18-11-2023 t/m 30-12-2023 | Hitnotering (week 1 t/m 6): 06-12-2014 t/m 10-01-2015 Hitnotering (week 7 t/m 10): 12-12-2015 t/m 02-01-2016 Hitnotering (week 11 t/m 13): 17-12-2016 t/m 31-12-2016 Hitnotering (week 14 t/m 17): 09-12-2017 t/m 30-12-2017 Hitnotering (week 18 t/m 22): 01-12-2018 t/m 29-12-2018 Hitnotering (week 23 t/m 27): 30-11-2019 t/m 28-12-2019 Hitnotering (week 28 t/m 34): 21-11-2020 t/m 02-01-2021 Hitnotering (week 35 t/m 40): 27-11-2021 t/m 01-01-2022 Hitnotering (week 41 t/m 46): 26-11-2022 t/m 31-12-2022 Hitnotering (week 47 t/m 53): 18-11-2023 t/m 30-12-2023 | Hitnotering (week 1 t/m 6): 06-12-2014 t/m 10-01-2015 Hitnotering (week 7 t/m 10): 12-12-2015 t/m 02-01-2016 Hitnotering (week 11 t/m 13): 17-12-2016 t/m 31-12-2016 Hitnotering (week 14 t/m 17): 09-12-2017 t/m 30-12-2017 Hitnotering (week 18 t/m 22): 01-12-2018 t/m 29-12-2018 Hitnotering (week 23 t/m 27): 30-11-2019 t/m 28-12-2019 Hitnotering (week 28 t/m 34): 21-11-2020 t/m 02-01-2021 Hitnotering (week 35 t/m 40): 27-11-2021 t/m 01-01-2022 Hitnotering (week 41 t/m 46): 26-11-2022 t/m 31-12-2022 Hitnotering (week 47 t/m 53): 18-11-2023 t/m 30-12-2023 | Hitnotering (week 1 t/m 6): 06-12-2014 t/m 10-01-2015 Hitnotering (week 7 t/m 10): 12-12-2015 t/m 02-01-2016 Hitnotering (week 11 t/m 13): 17-12-2016 t/m 31-12-2016 Hitnotering (week 14 t/m 17): 09-12-2017 t/m 30-12-2017 Hitnotering (week 18 t/m 22): 01-12-2018 t/m 29-12-2018 Hitnotering (week 23 t/m 27): 30-11-2019 t/m 28-12-2019 Hitnotering (week 28 t/m 34): 21-11-2020 t/m 02-01-2021 Hitnotering (week 35 t/m 40): 27-11-2021 t/m 01-01-2022 Hitnotering (week 41 t/m 46): 26-11-2022 t/m 31-12-2022 Hitnotering (week 47 t/m 53): 18-11-2023 t/m 30-12-2023 | Hitnotering (week 1 t/m 6): 06-12-2014 t/m 10-01-2015 Hitnotering (week 7 t/m 10): 12-12-2015 t/m 02-01-2016 Hitnotering (week 11 t/m 13): 17-12-2016 t/m 31-12-2016 Hitnotering (week 14 t/m 17): 09-12-2017 t/m 30-12-2017 Hitnotering (week 18 t/m 22): 01-12-2018 t/m 29-12-2018 Hitnotering (week 23 t/m 27): 30-11-2019 t/m 28-12-2019 Hitnotering (week 28 t/m 34): 21-11-2020 t/m 02-01-2021 Hitnotering (week 35 t/m 40): 27-11-2021 t/m 01-01-2022 Hitnotering (week 41 t/m 46): 26-11-2022 t/m 31-12-2022 Hitnotering (week 47 t/m 53): 18-11-2023 t/m 30-12-2023 | Hitnotering (week 1 t/m 6): 06-12-2014 t/m 10-01-2015 Hitnotering (week 7 t/m 10): 12-12-2015 t/m 02-01-2016 Hitnotering (week 11 t/m 13): 17-12-2016 t/m 31-12-2016 Hitnotering (week 14 t/m 17): 09-12-2017 t/m 30-12-2017 Hitnotering (week 18 t/m 22): 01-12-2018 t/m 29-12-2018 Hitnotering (week 23 t/m 27): 30-11-2019 t/m 28-12-2019 Hitnotering (week 28 t/m 34): 21-11-2020 t/m 02-01-2021 Hitnotering (week 35 t/m 40): 27-11-2021 t/m 01-01-2022 Hitnotering (week 41 t/m 46): 26-11-2022 t/m 31-12-2022 Hitnotering (week 47 t/m 53): 18-11-2023 t/m 30-12-2023 | Hitnotering (week 1 t/m 6): 06-12-2014 t/m 10-01-2015 Hitnotering (week 7 t/m 10): 12-12-2015 t/m 02-01-2016 Hitnotering (week 11 t/m 13): 17-12-2016 t/m 31-12-2016 Hitnotering (week 14 t/m 17): 09-12-2017 t/m 30-12-2017 Hitnotering (week 18 t/m 22): 01-12-2018 t/m 29-12-2018 Hitnotering (week 23 t/m 27): 30-11-2019 t/m 28-12-2019 Hitnotering (week 28 t/m 34): 21-11-2020 t/m 02-01-2021 Hitnotering (week 35 t/m 40): 27-11-2021 t/m 01-01-2022 Hitnotering (week 41 t/m 46): 26-11-2022 t/m 31-12-2022 Hitnotering (week 47 t/m 53): 18-11-2023 t/m 30-12-2023 | Hitnotering (week 1 t/m 6): 06-12-2014 t/m 10-01-2015 Hitnotering (week 7 t/m 10): 12-12-2015 t/m 02-01-2016 Hitnotering (week 11 t/m 13): 17-12-2016 t/m 31-12-2016 Hitnotering (week 14 t/m 17): 09-12-2017 t/m 30-12-2017 Hitnotering (week 18 t/m 22): 01-12-2018 t/m 29-12-2018 Hitnotering (week 23 t/m 27): 30-11-2019 t/m 28-12-2019 Hitnotering (week 28 t/m 34): 21-11-2020 t/m 02-01-2021 Hitnotering (week 35 t/m 40): 27-11-2021 t/m 01-01-2022 Hitnotering (week 41 t/m 46): 26-11-2022 t/m 31-12-2022 Hitnotering (week 47 t/m 53): 18-11-2023 t/m 30-12-2023 | Hitnotering (week 1 t/m 6): 06-12-2014 t/m 10-01-2015 Hitnotering (week 7 t/m 10): 12-12-2015 t/m 02-01-2016 Hitnotering (week 11 t/m 13): 17-12-2016 t/m 31-12-2016 Hitnotering (week 14 t/m 17): 09-12-2017 t/m 30-12-2017 Hitnotering (week 18 t/m 22): 01-12-2018 t/m 29-12-2018 Hitnotering (week 23 t/m 27): 30-11-2019 t/m 28-12-2019 Hitnotering (week 28 t/m 34): 21-11-2020 t/m 02-01-2021 Hitnotering (week 35 t/m 40): 27-11-2021 t/m 01-01-2022 Hitnotering (week 41 t/m 46): 26-11-2022 t/m 31-12-2022 Hitnotering (week 47 t/m 53): 18-11-2023 t/m 30-12-2023 | Hitnotering (week 1 t/m 6): 06-12-2014 t/m 10-01-2015 Hitnotering (week 7 t/m 10): 12-12-2015 t/m 02-01-2016 Hitnotering (week 11 t/m 13): 17-12-2016 t/m 31-12-2016 Hitnotering (week 14 t/m 17): 09-12-2017 t/m 30-12-2017 Hitnotering (week 18 t/m 22): 01-12-2018 t/m 29-12-2018 Hitnotering (week 23 t/m 27): 30-11-2019 t/m 28-12-2019 Hitnotering (week 28 t/m 34): 21-11-2020 t/m 02-01-2021 Hitnotering (week 35 t/m 40): 27-11-2021 t/m 01-01-2022 Hitnotering (week 41 t/m 46): 26-11-2022 t/m 31-12-2022 Hitnotering (week 47 t/m 53): 18-11-2023 t/m 30-12-2023 | Hitnotering (week 1 t/m 6): 06-12-2014 t/m 10-01-2015 Hitnotering (week 7 t/m 10): 12-12-2015 t/m 02-01-2016 Hitnotering (week 11 t/m 13): 17-12-2016 t/m 31-12-2016 Hitnotering (week 14 t/m 17): 09-12-2017 t/m 30-12-2017 Hitnotering (week 18 t/m 22): 01-12-2018 t/m 29-12-2018 Hitnotering (week 23 t/m 27): 30-11-2019 t/m 28-12-2019 Hitnotering (week 28 t/m 34): 21-11-2020 t/m 02-01-2021 Hitnotering (week 35 t/m 40): 27-11-2021 t/m 01-01-2022 Hitnotering (week 41 t/m 46): 26-11-2022 t/m 31-12-2022 Hitnotering (week 47 t/m 53): 18-11-2023 t/m 30-12-2023 | Hitnotering (week 1 t/m 6): 06-12-2014 t/m 10-01-2015 Hitnotering (week 7 t/m 10): 12-12-2015 t/m 02-01-2016 Hitnotering (week 11 t/m 13): 17-12-2016 t/m 31-12-2016 Hitnotering (week 14 t/m 17): 09-12-2017 t/m 30-12-2017 Hitnotering (week 18 t/m 22): 01-12-2018 t/m 29-12-2018 Hitnotering (week 23 t/m 27): 30-11-2019 t/m 28-12-2019 Hitnotering (week 28 t/m 34): 21-11-2020 t/m 02-01-2021 Hitnotering (week 35 t/m 40): 27-11-2021 t/m 01-01-2022 Hitnotering (week 41 t/m 46): 26-11-2022 t/m 31-12-2022 Hitnotering (week 47 t/m 53): 18-11-2023 t/m 30-12-2023 | Hitnotering (week 1 t/m 6): 06-12-2014 t/m 10-01-2015 Hitnotering (week 7 t/m 10): 12-12-2015 t/m 02-01-2016 Hitnotering (week 11 t/m 13): 17-12-2016 t/m 31-12-2016 Hitnotering (week 14 t/m 17): 09-12-2017 t/m 30-12-2017 Hitnotering (week 18 t/m 22): 01-12-2018 t/m 29-12-2018 Hitnotering (week 23 t/m 27): 30-11-2019 t/m 28-12-2019 Hitnotering (week 28 t/m 34): 21-11-2020 t/m 02-01-2021 Hitnotering (week 35 t/m 40): 27-11-2021 t/m 01-01-2022 Hitnotering (week 41 t/m 46): 26-11-2022 t/m 31-12-2022 Hitnotering (week 47 t/m 53): 18-11-2023 t/m 30-12-2023 | Hitnotering (week 1 t/m 6): 06-12-2014 t/m 10-01-2015 Hitnotering (week 7 t/m 10): 12-12-2015 t/m 02-01-2016 Hitnotering (week 11 t/m 13): 17-12-2016 t/m 31-12-2016 Hitnotering (week 14 t/m 17): 09-12-2017 t/m 30-12-2017 Hitnotering (week 18 t/m 22): 01-12-2018 t/m 29-12-2018 Hitnotering (week 23 t/m 27): 30-11-2019 t/m 28-12-2019 Hitnotering (week 28 t/m 34): 21-11-2020 t/m 02-01-2021 Hitnotering (week 35 t/m 40): 27-11-2021 t/m 01-01-2022 Hitnotering (week 41 t/m 46): 26-11-2022 t/m 31-12-2022 Hitnotering (week 47 t/m 53): 18-11-2023 t/m 30-12-2023 | Hitnotering (week 1 t/m 6): 06-12-2014 t/m 10-01-2015 Hitnotering (week 7 t/m 10): 12-12-2015 t/m 02-01-2016 Hitnotering (week 11 t/m 13): 17-12-2016 t/m 31-12-2016 Hitnotering (week 14 t/m 17): 09-12-2017 t/m 30-12-2017 Hitnotering (week 18 t/m 22): 01-12-2018 t/m 29-12-2018 Hitnotering (week 23 t/m 27): 30-11-2019 t/m 28-12-2019 Hitnotering (week 28 t/m 34): 21-11-2020 t/m 02-01-2021 Hitnotering (week 35 t/m 40): 27-11-2021 t/m 01-01-2022 Hitnotering (week 41 t/m 46): 26-11-2022 t/m 31-12-2022 Hitnotering (week 47 t/m 53): 18-11-2023 t/m 30-12-2023 | Hitnotering (week 1 t/m 6): 06-12-2014 t/m 10-01-2015 Hitnotering (week 7 t/m 10): 12-12-2015 t/m 02-01-2016 Hitnotering (week 11 t/m 13): 17-12-2016 t/m 31-12-2016 Hitnotering (week 14 t/m 17): 09-12-2017 t/m 30-12-2017 Hitnotering (week 18 t/m 22): 01-12-2018 t/m 29-12-2018 Hitnotering (week 23 t/m 27): 30-11-2019 t/m 28-12-2019 Hitnotering (week 28 t/m 34): 21-11-2020 t/m 02-01-2021 Hitnotering (week 35 t/m 40): 27-11-2021 t/m 01-01-2022 Hitnotering (week 41 t/m 46): 26-11-2022 t/m 31-12-2022 Hitnotering (week 47 t/m 53): 18-11-2023 t/m 30-12-2023 | Hitnotering (week 1 t/m 6): 06-12-2014 t/m 10-01-2015 Hitnotering (week 7 t/m 10): 12-12-2015 t/m 02-01-2016 Hitnotering (week 11 t/m 13): 17-12-2016 t/m 31-12-2016 Hitnotering (week 14 t/m 17): 09-12-2017 t/m 30-12-2017 Hitnotering (week 18 t/m 22): 01-12-2018 t/m 29-12-2018 Hitnotering (week 23 t/m 27): 30-11-2019 t/m 28-12-2019 Hitnotering (week 28 t/m 34): 21-11-2020 t/m 02-01-2021 Hitnotering (week 35 t/m 40): 27-11-2021 t/m 01-01-2022 Hitnotering (week 41 t/m 46): 26-11-2022 t/m 31-12-2022 Hitnotering (week 47 t/m 53): 18-11-2023 t/m 30-12-2023 | Hitnotering (week 1 t/m 6): 06-12-2014 t/m 10-01-2015 Hitnotering (week 7 t/m 10): 12-12-2015 t/m 02-01-2016 Hitnotering (week 11 t/m 13): 17-12-2016 t/m 31-12-2016 Hitnotering (week 14 t/m 17): 09-12-2017 t/m 30-12-2017 Hitnotering (week 18 t/m 22): 01-12-2018 t/m 29-12-2018 Hitnotering (week 23 t/m 27): 30-11-2019 t/m 28-12-2019 Hitnotering (week 28 t/m 34): 21-11-2020 t/m 02-01-2021 Hitnotering (week 35 t/m 40): 27-11-2021 t/m 01-01-2022 Hitnotering (week 41 t/m 46): 26-11-2022 t/m 31-12-2022 Hitnotering (week 47 t/m 53): 18-11-2023 t/m 30-12-2023 |
| Week: | 1 | 2 | 3 | 4 | 5 | 6 | | 7 | 8 | 9 | 10 | | 11 | 12 | 13 | | 14 | 15 | 16 | 17 | |
| --- | --- | --- | --- | --- | --- | --- | --- | --- | --- | --- | --- | --- | --- | --- | --- | --- | --- | --- | --- | --- | --- |
| Positie: | 73 | 35 | 13 | 8 | 19 | 79 | uit | 67 | 19 | 12 | 15 | uit | 51 | 39 | 22 | uit | 76 | 32 | 38 | 21 | uit |
| Week: | 18 | 19 | 20 | 21 | 22 | | 23 | 24 | 25 | 26 | 27 | | 28 | 29 | 30 | 31 | 32 | 33 | 34 | | 35 |
| Positie: | 83 | 37 | 14 | 10 | 8 | uit | 80 | 53 | 15 | 15 | 6 | uit | 80 | 43 | 21 | 5 | 5 | 4 | 4 | uit | 87 |
| Week: | 36 | 37 | 38 | 39 | 40 | | 41 | 42 | 43 | 44 | 45 | 46 | | 47 | 48 | 49 | 50 | 51 | 52 | 53 | |
| Positie: | 49 | 22 | 14 | 8 | 3 | uit | 53 | 38 | 15 | 6 | 6 | 4 | uit | 78 | 56 | 29 | 6 | 5 | 10 | 9 | uit |

### NederlandseMega Top 50
| Hitnotering: (Week 1 t/m 4) 13-12-2014 t/m 03-01-2015 Hitnotering: (Week 5 t/m 7) 19-12-2015 t/m 02-01-2016 | Hitnotering: (Week 1 t/m 4) 13-12-2014 t/m 03-01-2015 Hitnotering: (Week 5 t/m 7) 19-12-2015 t/m 02-01-2016 | Hitnotering: (Week 1 t/m 4) 13-12-2014 t/m 03-01-2015 Hitnotering: (Week 5 t/m 7) 19-12-2015 t/m 02-01-2016 | Hitnotering: (Week 1 t/m 4) 13-12-2014 t/m 03-01-2015 Hitnotering: (Week 5 t/m 7) 19-12-2015 t/m 02-01-2016 | Hitnotering: (Week 1 t/m 4) 13-12-2014 t/m 03-01-2015 Hitnotering: (Week 5 t/m 7) 19-12-2015 t/m 02-01-2016 | Hitnotering: (Week 1 t/m 4) 13-12-2014 t/m 03-01-2015 Hitnotering: (Week 5 t/m 7) 19-12-2015 t/m 02-01-2016 | Hitnotering: (Week 1 t/m 4) 13-12-2014 t/m 03-01-2015 Hitnotering: (Week 5 t/m 7) 19-12-2015 t/m 02-01-2016 | Hitnotering: (Week 1 t/m 4) 13-12-2014 t/m 03-01-2015 Hitnotering: (Week 5 t/m 7) 19-12-2015 t/m 02-01-2016 | Hitnotering: (Week 1 t/m 4) 13-12-2014 t/m 03-01-2015 Hitnotering: (Week 5 t/m 7) 19-12-2015 t/m 02-01-2016 | Hitnotering: (Week 1 t/m 4) 13-12-2014 t/m 03-01-2015 Hitnotering: (Week 5 t/m 7) 19-12-2015 t/m 02-01-2016 |
| Week: | 1 | 2 | 3 | 4 | | 5 | 6 | 7 | |
| --- | --- | --- | --- | --- | --- | --- | --- | --- | --- |
| Positie: | 43 | 20 | 8 | 31 | uit | 37 | 33 | 34 | uit |

### VlaamseUltratop 50
| Positie: | 49 | 32 | uit | 43 | 18 | uit | 46 | 41 | 41 | 12 | uit | 47 |